# Odd Iversen
Odd Helge Iversen (ur. 6 listopada 1945 roku w Trondheim, zm. 29 grudnia 2014 roku tamże) – piłkarz norweski grający na pozycji napastnika. Nosił przydomek "Ivers". Był ojcem Steffena Iversena, reprezentanta kraju, piłkarza Rosenborga Trondheim, Tottenhamu Hotspur i Vålerenga Fotball.

## Życiorys
Karierę piłkarską Iversen rozpoczynał w Rosenborgu Trondheim i w 1966 pomógł mu w awansie do ekstraklasy norweskiej. Następnie w latach 1967-1969 trzykrotnie z rzędu zdobywał koronę króla strzelców ligi (odpowiednio 17 goli, 30 goli, co jest najlepszym wynikiem w historii ligi oraz 26 goli). Także w tym okresie Iversen z Rosenborgiem dwukrotnie zostawał mistrzem Norwegii (1967 i 1969).
W 1970 roku Iversen wraz z kolegą z zespołu, Haraldem Sunde, przeniósł się do belgijskiego klubu KRC Mechelen. Grał tam przez 3 sezony, jednak nie odnosił żadnych większych sukcesów, ale był najlepszym strzelcem zespołu. W 1973 Iversen wrócił do Rosenborga, gdzie nadal był najlepszym strzelcem klubu z Trondheim, ale nie zdobywał już tyle goli co w latach 60. W 1976 roku po serii kłótni z trenerem zespołu Iversen zdecydował się odejść do drugoligowej Vålerenga Fotball, której pomógł w awansie do pierwszej ligi. W 1979 roku po raz czwarty w karierze został królem strzelców ligi, a w 1980 roku wrócił do Rosenborga, w którym grał do roku 1982, gdy w wieku 37 lat zakończył piłkarską karierę. W swojej karierze w lidze norweskiej Iversen w 222 rozegranych meczach zdobył 158 goli, co przez długi czas było rekordem wszech czasów, aż w 2002 roku został on pobity przez Pettera Belsvika.
W reprezentacji Norwegii Iversen zadebiutował 1 czerwca 1967 roku w wygranym 2:0 meczu z Finlandią. Swojego pierwszego gola zdobył już w drugim meczu w kadrze, w przegranym 1:2 meczu z Portugalią, rozegranym w ramach eliminacji do Euro 68. Łącznie w reprezentacji wystąpił 45 razy i strzelił 19 goli, ale nie osiągnął z nią żadnych sukcesów.